# Sergej Bubka
Sergej Nazarovyč Bubka (in russo Сергей Назарович Бубка?; in ucraino Сергій Назарович Бубка?, Serhij Nazarovič Bubka; Lugansk, 4 dicembre 1963) è un ex astista che rappresentò l'Unione Sovietica e, successivamente, l'Ucraina.
Fu campione olimpico del salto con l'asta a Seul 1988 per l'URSS e per sei volte consecutive campione mondiale (dal 1983 al 1997), tre volte per l'URSS e altrettante per l'Ucraina.
Ritoccò 35 volte il record mondiale della specialità (17 outdoor e 18 indoor). Grazie al suo salto di 6,15 m del 1993 fu detentore fino al 2014 del record mondiale indoor nonché di quello outdoor fino al 2020.
Dopo la fine della carriera agonistica è divenuto dirigente sportivo in ambito nazionale e CIO e, dal 2002, deputato al parlamento nazionale.

## Biografia
Nato a Luhans'k il 4 dicembre 1963,  Bubka iniziò a dedicarsi al salto con l'asta all'età di nove anni. Nel 1978, quindicenne, si trasferì a Donec'k con il suo allenatore Vitalij Petrov. Fu conosciuto dal mondo dell'atletica nel 1983 quando vinse ai Mondiali di Helsinki con la misura di 5,70 m.
Negli anni seguenti Bubka stabilì dei nuovi standard per il salto con l'asta. Oltrepassò i 6 metri, primo astista di tutti i tempi, il 13 luglio 1985 a Parigi. Questa altezza era stata per lungo tempo considerata irraggiungibile: nel corso della sua carriera, l'atleta supererà questo muro per ben 43 volte. Bubka migliorò il proprio record in molte occasioni ed un po' alla volta. Nel 1988 ottenne 6,06 m a Nizza e questo risultato aumentò la suspense sul fatto che potesse superare la soglia dei 6,10 m ai Giochi olimpici di Seul di quello stesso anno. Non raggiungendo quell'obiettivo in qualche modo deluse, ma vinse comunque la medaglia d'oro con 5,90 m.
Bubka migliorò il record mondiale di 21 centimetri nell'arco di quattro anni tra il 1984 e il 1988, più di quello che qualunque altro astista avesse ottenuto nei 12 anni precedenti. Fu il primo atleta a superare i 6,10 m nel 1991, prima al coperto, il 15 marzo a San Sebastián (Spagna), poi anche all'aperto, il 5 agosto a Malmö (Svezia); in tali occasioni fu anche il primo uomo a superare la misura di 20 piedi (pari a 6,096 m).
Sorprendentemente Bubka non riuscì a salire sul podio ai successivi Giochi olimpici di Barcellona nel 1992. Stabilì il record mondiale outdoor di 6,14 m il 31 luglio 1994 al Sestriere in Italia, dopo che alcuni commentatori ne avevano già predetto il declino. Nel 1996 Bubka si qualificò per i Giochi olimpici di Atlanta (Stati Uniti d'America), ma un infortunio non gli permise di prendere parte alla gara.
Nel corso della propria carriera Bubka stabilì ben 35 nuovi record mondiali, 17 dei quali outdoor e 18 indoor. Quasi sempre i nuovi record furono miglioramenti del proprio stesso record. Dato che l'Unione Sovietica era solita offrire consistenti bonus monetari per ogni record mondiale stabilito dai propri atleti, molti sostengono che Bubka addirittura abbia volontariamente centellinato per anni le proprie possibilità per essere in grado di stabilire un nuovo record ad ogni evento successivo. Ma anche se ciò fosse vero, il dominio assoluto di Bubka nella propria disciplina ebbe ben pochi eguali nella storia dello sport moderno.
Le chiavi del successo di Bubka furono la sua velocità e la sua forza fisica. Questo gli permise di usare aste più lunghe e rigide di quelle usate normalmente, ottenendo come risultato una migliore azione catapultante. Era anche famoso per la sua tecnica, impugnando l'asta più in alto dei suoi avversari.
Venne nominato miglior sportivo dell'Unione Sovietica per tre anni di fila, dal 1984 al 1986.
Dal 1999 è membro del Comitato Olimpico Internazionale e dal 2001 è vice presidente della World Athletics.
Dal 2002 è membro del parlamento ucraino ed è impegnato su questioni riguardanti le politiche giovanili, la cultura fisica, lo sport e il turismo.
È il padre dell'omonimo tennista ucraino.

## Record nazionali

### Seniores
- Salto con l'asta: 6,14 m ( Sestriere, 31 luglio 1994)
- Salto con l'asta indoor: 6,15 m ( Donec'k, 21 febbraio 1993)

## Progressione

### Salto con l'asta
| Stagione | Misura | Luogo     | Data      | Rank. Mond. |
| -------- | ------ | --------- | --------- | ----------- |
| 2000     | 5,55 m | Monaco    | 18-8-2000 |             |
| 1998     | 5,80 m | Doha      | 7-5-1998  |             |
| 1997     | 6,05 m | Fukuoka   | 13-9-1997 |             |
| 1996     | 6,02 m | Atlanta   | 18-5-1996 |             |
| 1995     | 6,00 m | Sestriere | 29-7-1995 |             |
| 1994     | 6,14 m | Sestriere | 31-7-1994 | 1º          |
| 1993     | 6,05 m | Londra    | 10-9-1993 |             |
| 1992     | 6,13 m | Tokyo     | 19-9-1992 | 1º          |
| 1991     | 6,10 m | Malmö     | 5-8-1991  | 1º          |
| 1990     | 5,90 m | Zurigo    | 15-8-1990 |             |
| 1989     | 6,00 m | Donec'k   | 15-9-1989 |             |
| 1988     | 6,06 m | Nizza     | 10-7-1988 | 1º          |
| 1987     | 6,03 m | Praga     | 23-6-1987 | 1º          |
| 1986     | 6,01 m | Mosca     | 8-7-1986  | 1º          |
| 1985     | 6,00 m | Parigi    | 13-7-1985 | 1º          |
| 1984     | 5,94 m | Roma      | 31-8-1984 | 1º          |
| 1983     | 5,70 m | Helsinki  | 14-8-1983 |             |
| 1982     | 5,55 m | Charkiv   | 4-9-1982  |             |
| 1981     | 5,40 m | Kiev      | 1-9-1981  |             |

### Salto con l'asta indoor
| Stagione | Misura | Luogo     | Data      | Rank. Mond. |
| -------- | ------ | --------- | --------- | ----------- |
| 1999/00  | 5,60 m | Donec'k   | 20-2-2000 |             |
| 1997/98  | 5,91 m | Liévin    | 22-2-1998 |             |
| 1995/96  | 5,95 m | Liévin    | 18-2-1996 |             |
| 1994/95  | 6,00 m | Liévin    | 19-2-1995 |             |
| 1993/94  | 6,05 m | Grenoble  | 6-2-1994  |             |
| 1992/93  | 6,15 m | Donec'k   | 21-2-1993 | 1º          |
| 1991/92  | 6,13 m | Berlino   | 21-2-1992 |             |
| 1990/91  | 6,12 m | Grenoble  | 23-3-1991 |             |
| 1989/90  | 6,05 m | Donec'k   | 17-3-1990 |             |
| 1988/89  | 6,03 m | Osaka     | 11-2-1989 |             |
| 1987/88  | 5,85 m | Mosca     | 21-2-1988 |             |
| 1986/87  | 5,97 m | Torino    | 17-3-1987 |             |
| 1985/86  | 5,95 m | New York  | 28-2-1986 |             |
| 1984/85  | 5,75 m | Parigi    | 19-1-1985 |             |
| 1983/84  | 5,83 m | Inglewood | 10-2-1984 |             |

## Palmarès

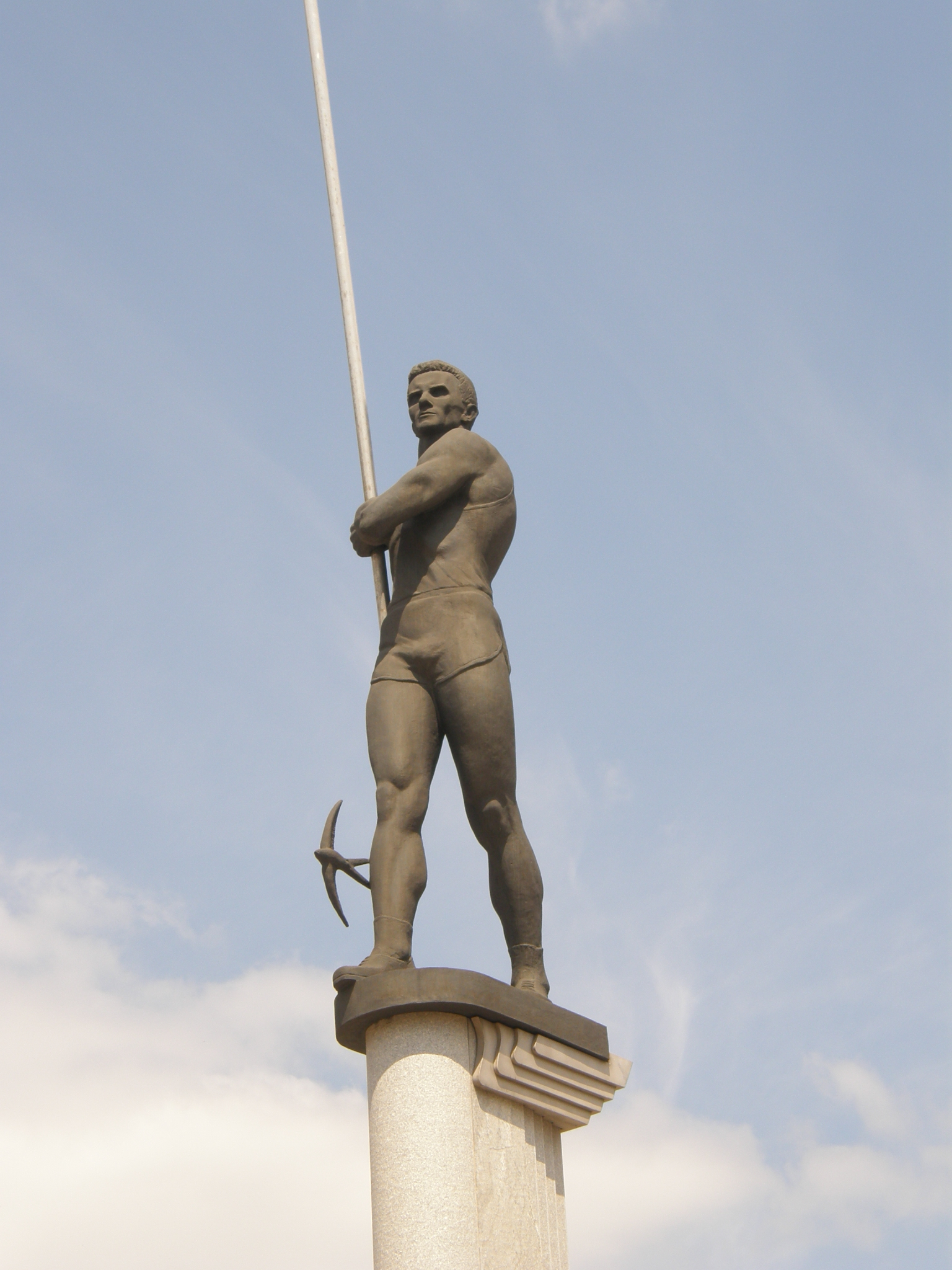
Statua raffigurante Serhij Bubka a Donec'k, in Ucraina

| Anno                                      | Manifestazione  | Sede         | Evento           | Risultato | Prestazione | Note                  |
| ----------------------------------------- | --------------- | ------------ | ---------------- | --------- | ----------- | --------------------- |
| In rappresentanza dell' Unione Sovietica  |                 |              |                  |           |             |                       |
| 1983                                      | Mondiali        | Helsinki     | Salto con l'asta | Oro       | 5,70 m      |                       |
| 1985                                      | Mondiali indoor | Parigi       | Salto con l'asta | Oro       | 5,75 m      |                       |
| 1985                                      | Europei indoor  | Atene        | Salto con l'asta | Oro       | 5,70 m      |                       |
| 1986                                      | Europei         | Stoccarda    | Salto con l'asta | Oro       | 5,85 m      | Record dei campionati |
| 1987                                      | Mondiali indoor | Indianapolis | Salto con l'asta | Oro       | 5,85 m      | Record dei campionati |
| 1987                                      | Mondiali        | Roma         | Salto con l'asta | Oro       | 5,85 m      | Record dei campionati |
| 1988                                      | Giochi olimpici | Seul         | Salto con l'asta | Oro       | 5,90 m      | Record olimpico       |
| 1990                                      | Europei         | Spalato      | Salto con l'asta | 6º        | 5,70 m      |                       |
| 1991                                      | Mondiali indoor | Siviglia     | Salto con l'asta | Oro       | 6,00 m      | Record dei campionati |
| 1991                                      | Mondiali        | Tokyo        | Salto con l'asta | Oro       | 5,95 m      | Record dei campionati |
| In rappresentanza della Squadra Unificata |                 |              |                  |           |             |                       |
| 1992                                      | Giochi olimpici | Barcellona   | Salto con l'asta | Finale    | nm          |                       |
| In rappresentanza dell' Ucraina           |                 |              |                  |           |             |                       |
| 1993                                      | Mondiali        | Stoccarda    | Salto con l'asta | Oro       | 6,00 m      | Record dei campionati |
| 1995                                      | Mondiali indoor | Barcellona   | Salto con l'asta | Oro       | 5,90 m      |                       |
| 1995                                      | Mondiali        | Göteborg     | Salto con l'asta | Oro       | 5,92 m      |                       |
| 1997                                      | Mondiali        | Atene        | Salto con l'asta | Oro       | 6,01 m      | Record dei campionati |
| 2000                                      | Giochi olimpici | Sydney       | Salto con l'asta | nm (q)    | nm (q)      |                       |

## Altre competizioni internazionali
1984
- Oro al Golden Gala ( Roma), salto con l'asta - 5,94 m

1985
- Coppa Europa di atletica leggera ( Mosca)
- Oro alla Grand Prix Final ( Roma), salto con l'asta - 5,85 m
- Oro in Coppa del mondo ( Canberra), salto con l'asta - 5,85 m

1987
- Oro alla Grand Prix Final ( Bruxelles), salto con l'asta - 5,80 m

1989
- 4º alla Grand Prix Final ( Monaco), salto con l'asta - 5,60 m

1991
- Oro alla Grand Prix Final ( Barcellona), salto con l'asta - 5,85 m

1992
- Bronzo alla Grand Prix Final ( Torino), salto con l'asta - 5,70 m

1993
- Oro alla Grand Prix Final ( Londra), salto con l'asta - 6,05 m

1994
- Oro alla Grand Prix Final ( Parigi), salto con l'asta - 5,90 m

1995
- Argento alla Grand Prix Final ( Monaco), salto con l'asta - 5,90 m

1997
- Oro alla Grand Prix Final ( Fukuoka), salto con l'asta - 6,05 m

## Riconoscimenti
- Sportivo mondiale dell'anno de La Gazzetta dello Sport (1985)